# Hawthorne (Nevada)
Hawthorne – jednostka osadnicza i siedziba władz w hrabstwa Mineral. Położona blisko wojskowego magazynu amunicji Hawthorne Army Depot. W roku 2000 liczba mieszkańców wyniosła 3 311.
Całkowita powierzchnia wynosi. 3,8 km². Żadnych wód.